# Rodium-103
Rodium-103 of 103Rh is de enige stabiele isotoop van rodium, een overgangsmetaal. Het bezit op Aarde een relatieve aanwezigheid van 100%. Dit wordt veroorzaakt door het feit er naast dit stabiele isotoop geen radioactieve isotoop is, die een relatief lange halveringstijd heeft. De minst instabiele isotoop, rodium-101, heeft een halveringstijd van ongeveer 3,2 jaar. Vanwege het feit dat rodium maar één stabiele isotoop kent met een abundantie op Aarde van 100%, valt het element onder zowel de mononuclidische als de mono-isotopische elementen.
Rodium vormt door zijn stabiliteit het indirect vervalproduct van een aantal andere instabiele isotopen:
- Cesium-112
- Jodium-108
- Strontium-103, strontium-104 en strontium-105

88Rh · 89Rh · 90Rh · 90mRh · 91Rh · 91mRh · 92Rh · 92mRh · 93Rh · 94Rh · 94mRh · 95Rh · 95mRh · 96Rh · 96mRh · 97Rh · 97mRh · 98Rh · 98mRh · 99Rh · 99mRh · 100Rh · 100m1Rh · 100m2Rh · 100m3Rh · 101Rh · 101mRh · 102Rh · 102mRh · 103Rh · 103mRh · 104Rh · 104mRh · 105Rh · 105mRh · 106Rh · 106mRh · 107Rh · 107mRh · 108Rh · 108mRh · 109Rh · 110Rh · 110mRh · 111Rh · 112Rh · 112mRh · 113Rh · 114Rh · 114mRh · 115Rh · 116Rh · 116mRh · 117Rh · 118Rh · 119Rh · 120Rh · 121Rh · 122Rh · 123Rh · 124Rh · 125Rh · 126Rh · 127Rh